# Steve Kudlow

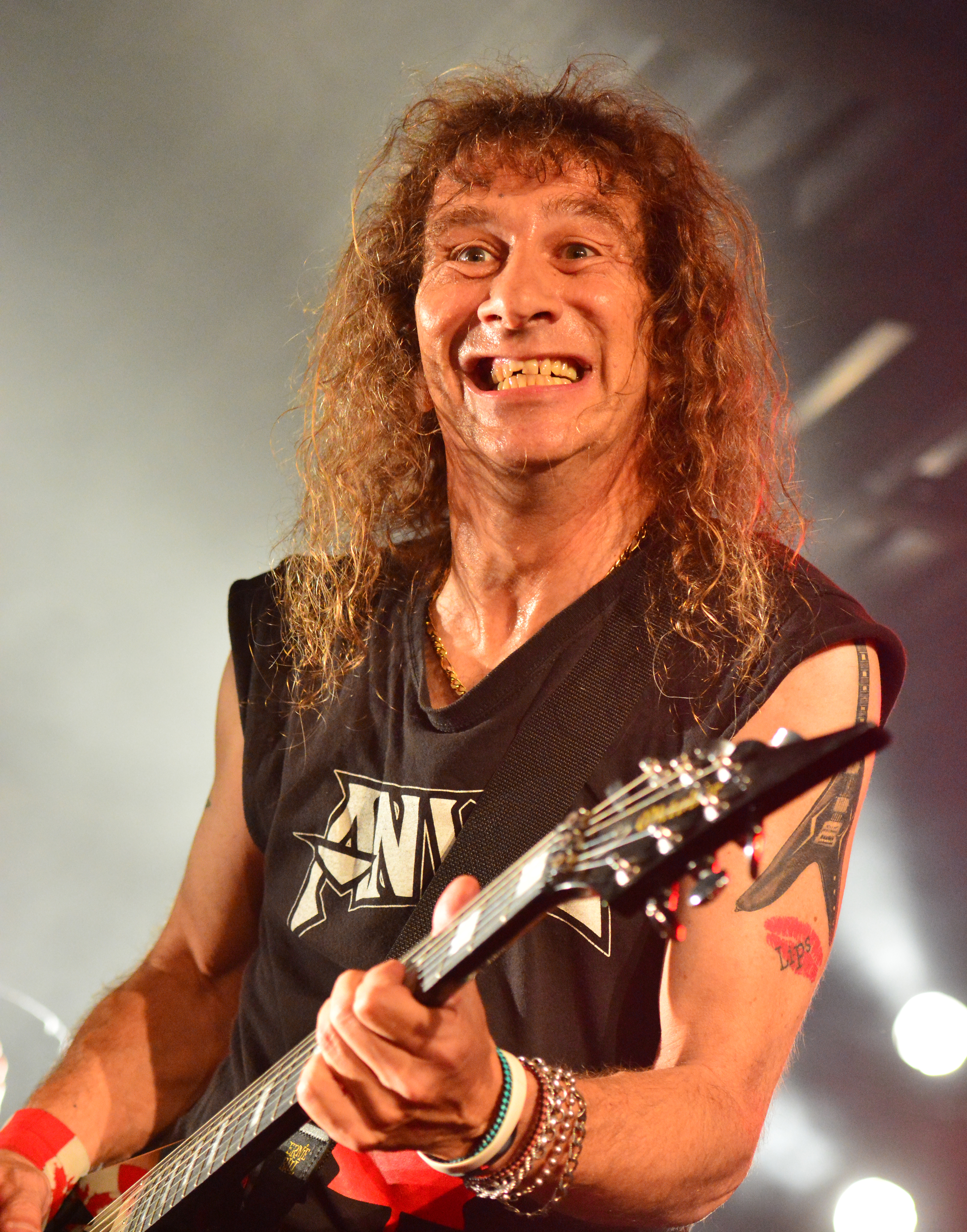
Steve „Lips“ Kudlow, 2014

Steven Barry „Lips“ Kudlow (* 2. März 1956 in Toronto) ist ein kanadischer Musiker. Er ist der Lead-Sänger und Gitarrist der Heavy-Metal-Band Anvil, die er mit seinem langjährigen Freund, dem Schlagzeuger Robb Reiner, 1978 gründete.
Für den Film Final Destination 4 schrieb Kudlow den Song Burning Bridges.

## Diskografie
- 1981: Hard 'N' Heavy
- 1982: Metal on Metal
- 1983: Forged in Fire
- 1985: Backwaxed
- 1987: Strength of Steel
- 1988: Pound for Pound
- 1989: Past and Present - Live in Concert
- 1989: Molten Masterpieces
- 1991: Worth the Weight
- 1996: Plugged in Permanent
- 1997: Absolutely No Alternative
- 1999: Speed of Sound
- 1999: Anthology of Anvil
- 2001: Plenty of Power
- 2002: Still going Strong
- 2004: Back to Basics
- 2008: This Is Thirteen
- 2011: Juggernaut of Justice
- 2011: Monument of Metal: The Very Best of Anvil
- 2013: Hope in Hell
- 2016: Anvil Is Anvil
- 2018: Pounding the Pavement
- 2020: Legal at Last
- 2022: Impact is imminent
- 2024: One and only

## Filmografie (Auswahl)
- 2008: Anvil! The Story of Anvil
- 2009: Sons of Anarchy: Staffel 2, Episode 2
- 2010: Pure Pwnage
- 2011: The Green Hornet von Michel Gondry